# Querência
Querência è un comune del Brasile nello Stato del Mato Grosso, parte della mesoregione del Nordeste Mato-Grossense e della microregione di Canarana.

## Storia
La città ha cominciato a prendere forma vera e propria verso il 1986, quando diverse famiglia provenienti dal Rio Grande do Sul e da Santa Catarina si stanziarono in questo territorio.
Ufficialmente, fu fondata il 19 dicembre 1991.
Vive di agricoltura, particolarmente riso e soia, e di allevamento.
è un comune del Brasile nello Stato del Mato Grosso, parte della mesoregione del Nordeste Mato-Grossense e della microregione di Canarana.